# Centre de formation d'apprentis
Pour les articles homonymes, voir CFA.
En France, les centres de formation d'apprentis (CFA), aussi appelées sections d'apprentissage ou unités de formation d'apprentis (UFA), sont des établissements de formation assurant un enseignement en alternance à des apprentis âgés de 16 à 29 ans.
Les CFA peuvent donner une formation polyvalente ou spécialisée (CFA hôtelier, par exemple) menant aussi bien aux diplômes du CAP, du BTM, du BP, du Baccalauréat professionnel qu'aux diplômes de l'enseignement supérieur, comme le BTS, le BUT, la licence, le master, le doctorat, ou le diplôme d'ingénieur. Ils assurent également des formations continues à des adultes en collaboration ou non avec les Greta.
Le réseau des CFA est complété par celui des UFA (unités de formation par apprentissage), qui sont des sections d'apprentissage intégrées à des EPLE ou à des établissements publics à caractère scientifique, culturel et professionnel (universités, etc). Les CFA des universités et de l'enseignement supérieur sont regroupés au sein de l'Association nationale pour l'apprentissage dans l'enseignement supérieur (ANASUP).

## Organisation
Les CFA, quel que soit leur statut, sont des établissements de formation professionnelle par alternance investis d'une mission de service public dont la création, le fonctionnement, les attributions sont très précisément décrits dans le titre III du livre II de la sixième partie du code du travail. C'est au titre de cette mission de service public qu'ils perçoivent de l'argent public qui couvre, pour partie, le fonctionnement pédagogique.
Les CFA recrutent dans les départements de leur région d'implantation, à l'exception des CFA à convention nationale qui peuvent recruter sur tout le territoire national. Ils sont contrôlés, pour la plupart, par le ministère de l'Éducation nationale, qui dispose dans chaque académie d'un service académique d'inspection de l'apprentissage (SAIA) placé sous l'autorité du recteur. Le SAIA est chargé du contrôle pédagogique dans les CFA.

### Statuts

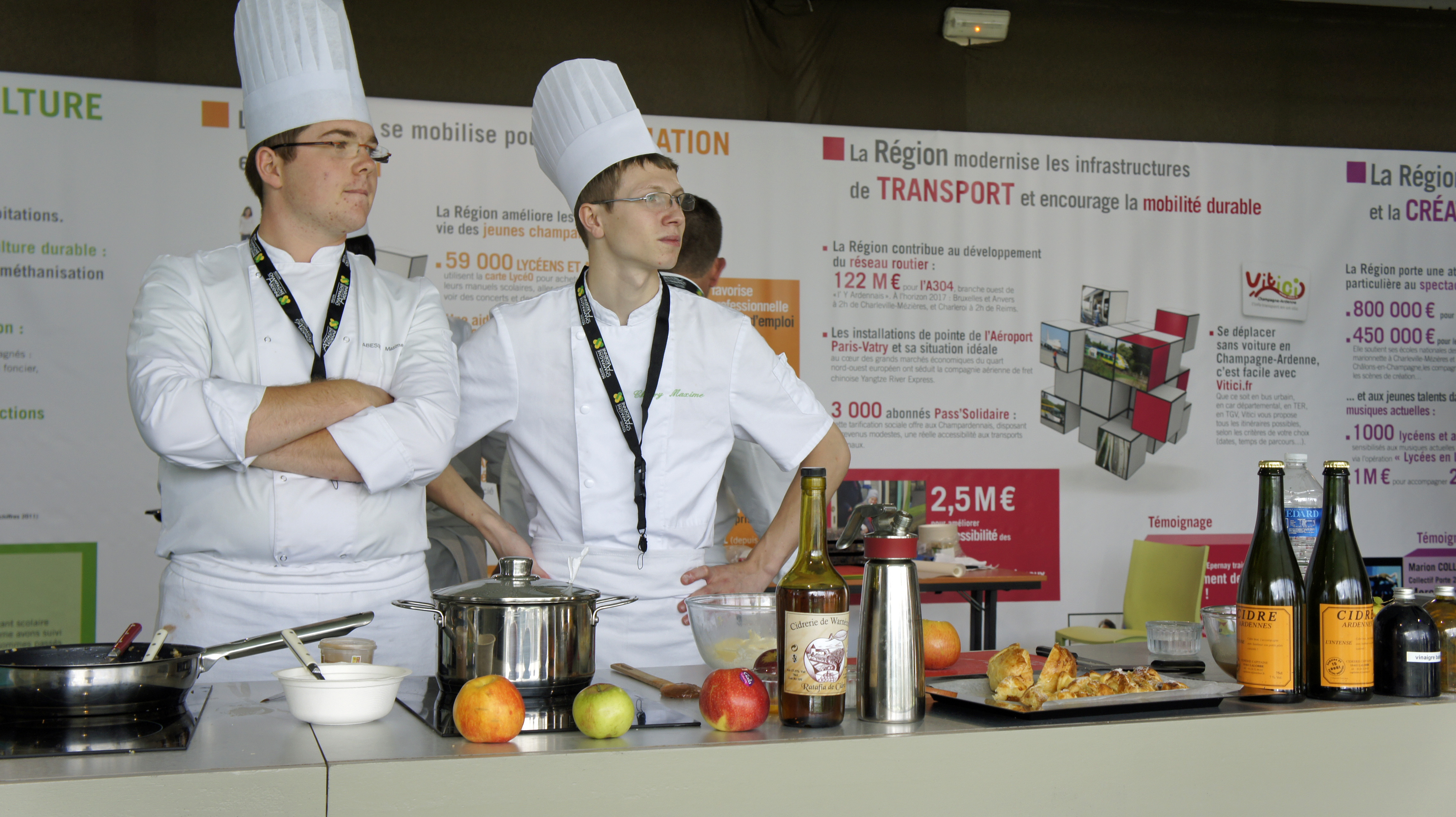
Des apprentis de CFA lors de la foire de Châlons.

Sur le plan statutaire, on distingue :
- Les CFA privés, gérés par des syndicats professionnels, associations ou d'autres structures qui disposent ainsi d'un outil de formation professionnelle pour leur propre secteur d'activités. Les CFA du bâtiment, gérés par le CCCA-BTP (Comité de concertation et de coordination de l'apprentissage du bâtiment et des travaux publics)[3], restent, en 2011, les plus importants CFA professionnels.
- Les CFA consulaires gérés par les Chambres de commerce et d'industrie territoriales (CCIT), les Chambres de métiers et de l'artisanat (CMA) et les Chambres d'agriculture. Les réseaux consulaires forment le 2e réseau de formation après l'Éducation nationale.
- Les CFA gérés par des collectivités territoriales.
- Les CFA publics ou « académiques » rattachés au ministère de l'Éducation nationale. Ces établissements — sans personnalité juridique — sont rattachés sur le plan administratif et comptable à des établissements d'enseignement secondaire (lycées d'enseignement général et technologique, lycées professionnels) ou d'enseignement supérieur (universités), établissements vis-à-vis desquels ils maintiennent une certaine autonomie financière et pédagogique. Les chefs d'établissement de rattachement exercent les qualités de directeur, la comptabilité est placée sous la responsabilité de l'agent comptable de l'établissement de rattachement, le budget et les décisions importantes étant votés par le conseil d'administration dudit établissement. Les personnels exerçant dans les CFA publics sont des personnels rémunérés sur le budget de l'établissement (abondé par la région) jouissant du statut d'agents non titulaires de l'État ; néanmoins, l'État met à disposition un grand nombre de professeurs et agents ATOS titulaires nommés sur postes gagés (les rémunérations sont remboursées à l'État par l'établissement à l'exception des cotisations patronales). L'État prend à sa charge le recrutement et la rémunération des coordonnateurs pédagogiques des CFA publics, personnels assumant, sous la responsabilité du chef d'établissement, l'équivalent des fonctions de chef des travaux et de conseiller d'éducation. Enfin, l'Éducation nationale octroie des subventions pour ce type de CFA.
- Les CFA publics rattachés au ministère de l'Agriculture. Ces établissements sont rattachés sur le plan administratif aux EPLEFPA (Établissement public d'enseignement et de formation agricole) dont ils sont centres constitutifs. La comptabilité est placée sous la responsabilité de l'agent comptable de l'établissement de rattachement, le budget et les décisions importantes étant votés par le conseil d'administration dudit EPLEFPA après proposition en conseil de perfectionnement. Les personnels exerçant dans les CFA agricoles publics sont des personnels rémunérés sur le budget de l'établissement (abondé par la région) jouissant du statut d'agents non titulaires de l'État ; néanmoins, l'État peut mettre à disposition un certain nombre de professeurs et agents ATOS titulaires nommés sur postes gagés dans ce cas les rémunérations sont remboursées à l'État par l'établissement à l'exception des cotisations patronales.

### Financement

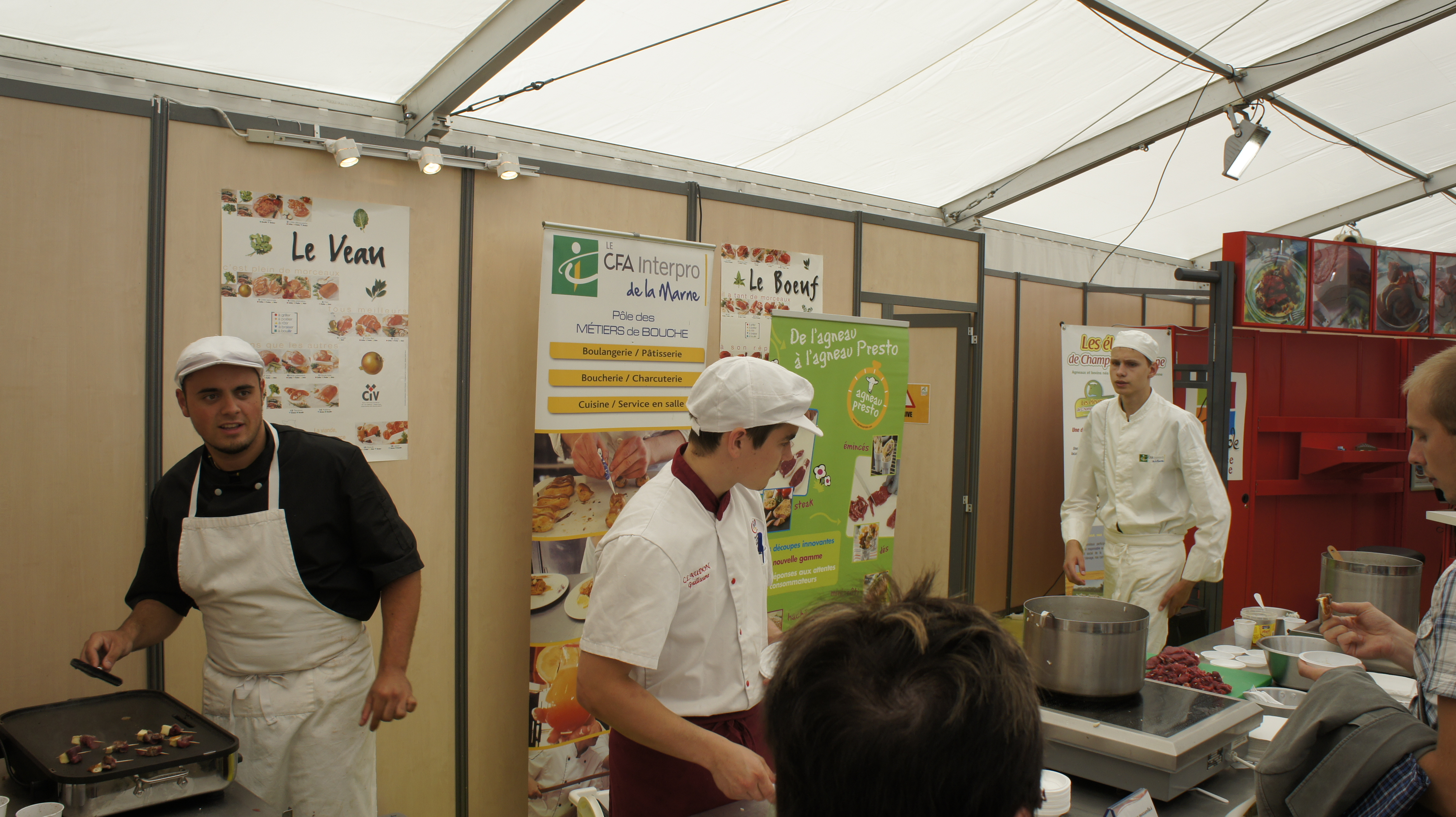
Des apprentis de CFA des métiers de la bouche, Marne.

Avant la réforme de la formation professionnelle de 2018 (appliquée depuis septembre 2019), les CFA se répartissaient en deux catégories :
- Les CFA à convention nationale étaient directement financés — totalement ou partiellement — par l'État qui passait une convention avec ces établissements. L’apprentissage étant décentralisé, l’État n’intervenait qu’exceptionnellement pour répondre à des besoins en apprentissage que les structures régionales n'étaient pas en mesure de satisfaire. C’est la raison pour laquelle les CFA à recrutement national restaient peu nombreux. L’Éducation nationale ne passait des conventions de création de CFA que dans les cas suivants : formations à faibles effectifs, dispersion des apprentis sur tout le territoire, nécessité d’une infrastructure lourde particulière, formations spécifiques (ex. CFA à recrutement national de la batellerie ou CFA national de facteurs d’orgues, CFA de l’EDF avec les centrales nucléaires).
- Les CFA à convention régionale — les plus nombreux — étaient financés notamment par la taxe d'apprentissage, complétée par des subventions régionales.

Aujourd'hui, plus aucun CFA n'est financé par la taxe d'apprentissage (à moins de faire également de la formation continue en parallèle). Le financement est assuré par contrat, via des opérateurs de compétences (ou OPCO) qui ont pris la suite des OPCA. Le montant de la prise en charge est fixé par la branche professionnelle.

## Apprentissage en CFA

### En CFA dans l'enseignement supérieur (licence, master, etc.)
En France, les universités peuvent créer, en leur sein, leur propre centre de formation d'apprentis (CFA) ou un CFA d'enseignement supérieur – dit « CFA SUP ». Elles en assument alors la responsabilité juridique, administrative et financière. Elles peuvent également assurer une délégation pédagogique en partenariat avec un CFA extérieur – généralement un CFA public ou dit « académique » rattaché au ministère de l'Éducation nationale ou un CFA consulaire.
Dans le cas d'une délégation pédagogique avec un CFA extérieur, une université doit créer une structure parallèle à son CFA de rattachement : 
- si l'université accueille de nombreuses formations en apprentissage, elle dispose en général d'une section d'apprentissage, qui se substitue partiellement au CFA ;
- si elle est accueille un petit nombre de formations en apprentissage, elle dispose en revanche d'une unité de formation par apprentissage (UFA) qui jouera le rôle d'interface avec le CFA extérieur, qui reste décisionnaire.

### En CFA dans l'enseignement secondaire (CAP, Bac pro, etc.)

#### Synthèse du système d'enseignement français post-collège.
| Niv 4 Bac +0 17 |                                   | Baccalauréat général Arts, SES, SVT, HGGSP, Humanités, LCA, LLCE, Maths, PC, NSI, SVT, SITerminale générale |                                   | Baccalauréat technologique STAV, ST2S, STD2A, STMG, S2TMD, STI2D, STHR, STLTerminale technologique |                     | Baccalauréat professionnel Alimentaire, Vente, Beauté, Bâtiment, Santé, Design, Véhicules, NumériqueTerminale professionnelle | BMA                                   | BP                                    | CS5 CS4 CS3                           | BM                                    | BTM |
| Niv 3 16        | Première générale                 | Première technologique                                                                                      | Première professionnelle          | CAP 2e année                                                                                       | CAP 2e année        | CAP 2e année | CAP 2e année                          | CAP 2e année                          |                                       |                                       |     |
| 15              | Seconde générale et technologique | Seconde générale et technologique                                                                           | Seconde générale et technologique | Seconde professionnelle                                                                            | CAP 1re année       | CAP 1re année | CAP 1re année                         | CAP 1re année                         | CAP 1re année                         |                                       |     |
| RNCP Âge        | Lycée général                     | | Lycée technologique               | | Lycée professionnel | Centre de formation d'apprentis (CFA)                                                                                         | Centre de formation d'apprentis (CFA) | Centre de formation d'apprentis (CFA) | Centre de formation d'apprentis (CFA) | Centre de formation d'apprentis (CFA) |     |

#### Métiers préparés en CFA post-collège

##### Agricultures
Les établissements d'enseignement agricole proposent des CAP liés aux métiers de l'économie rurale : petite enfance, élevage, conduite de machines agricoles.

##### Bâtiment et travaux publics

###### Apprentissage carreleur

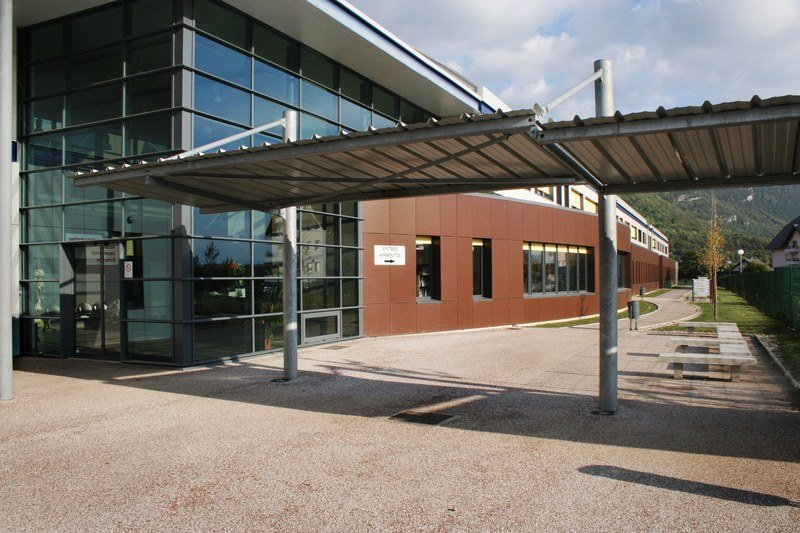
Un BTP CFA en Savoie (73)

Après un CAP carreleur-mosaïste de 2 ans, il est possible de continuer avec un CAP maçon d'un an. il est possible de continuer avec un Brevet Professionnel maçon de 2 ans.

###### Apprentissage charpentier
Il est possible de commencer par un CAP Charpente d'un an (après l'obtention d'un CAP menuisier fabricant). Il est possible de suivre ensuite:
- un CAP menuisier installateur d'1 an
- ou un brevet professionnel charpente de 2 ans.

Après un CAP charpente de 2 ans, il est possible de suivre:
- un CAP menuisier Installateur d'1 an,
- ou un brevet professionnel charpente,
- ou un CAP menuisier fabricant d'1 an.

###### Apprentissage couvreur
Après un CAP couvreur de 2 ans, il est possible de suivre une mention complémentaire zingueur d'1 an. On peut aussi, depuis le CAP couvreur ou la mention zingueur, passer un BP couvreur d'une durée de 2 ans.

###### Apprentissage électricien
Après un CAP préparation et réalisation d’ouvrage électriques de 2 ans : il est possible de passer un brevet professionnel installation équipements électriques de 2 ans.

###### Apprentissage maçon
Le CAP maçon d'une durée de 2 ans ouvre la voie :
- vers un CAP constructeur en béton armé du bâtiment (durée : 2 ans)
- ou vers un CAP plâtrier-plaquiste (durée : 1 an) ou un CAP carreleur-mosaïste (durée : 1 an).

Le CAP constructeur en béton armé du bâtiment peut aussi être  suivi par un CAP maçon (durée : 1 an). Enfin, il est possible de continuer dans toutes ces filières par un brevet professionnel maçon de 2 ans.

###### Apprentissage menuisier
Le CAP menuisier fabricant, d'une durée de 2 ans, ouvre la voie :
- vers un CAP menuisier installateur d’un an
- ou vers un CAP charpente (durée : 1 an).

Le CAP menuisier installateur en deux ans ouvre sur le CAP menuisier fabricant d’un an. Le CAP charpente peut être suivi par l’apprenti du CAP menuisier fabricant (durée : 1 an). Enfin il est possible de continuer sa formation par :
- un brevet professionnel charpente (2 ans)
- ou un brevet professionnel menuisier de 2 ans.

###### Apprentissage métallier - serrurier
Un CAP serrurier métallier d'une durée de 2 ans peut être suivi par l’apprenti d'un brevet professionnel serrurier métallier possible (durée : 2 ans).

###### Apprentissage peintre
Un CAP peintre applicateur de revêtements, d'un durée de 2 ans, est suivi par les titulaires :
- d'un CAP plâtrier-plaquiste (durée : 1 an)
- ou d'un BP peintre applicateur de revêtements (durée : 2 ans) qui donne ensuite sur une mention complémentaire peinture décoration (durée : 1 an).

###### Apprentissage plâtrier
Après un CAP plâtrier-plaquiste d'une durée de 2 ans, il est possible de continuer avec un brevet professionnel de plâtrier-plaquiste d'une durée de deux ans.

###### Apprentissage plombier - chauffagiste
Un CAP installateur sanitaire (de 2 ans) peut être suivi par les titulaires :
- d'un CAP installateur thermique (1 an)
- ou d'une mention complémentaire maintenance en équipement thermique individuel (METI) d'1 an.

Un CAP installateur thermique de deux ans ouvre :
- sur la mention complémentaire maintenance en équipement thermique individuel (METI) d'une durée d'1 an, suivi d'un BP monteur en installations de génie climatique (2 ans).
- ou sur un CAP installateur sanitaire d'1 an.

IL existe de nouvelles formations financées par Pole emploi permettant d'obtenir le titre professionnel d'Installateur thermique et sanitaire, comme l'école Gustave,
Enfin toutes ces formations aboutissent au BP monteur en installations de génie climatique (durée de 2 ans).

###### Apprentissage travaux publics
Le CAP Constructeur de routes (2 ans) est suivi par les titulaires :
- d'un CAP Constructeur de canalisations des travaux publics (1 an)
- ou d'un CAP conducteur d’engins de travaux publics et carrière (1 an).

Le CAP constructeur de canalisations des travaux publics (2 ans) ouvre sur :
- le CAP conducteur d’engins de travaux publics et carrière (1 an)
- et sur le CAP constructeur de routes (1 an).

Le CAP conducteur d’engins de travaux publics et carrière (seulement pour les jeunes ayant 18 ans ou titulaires d'un CAP TP) (2 ans) est suivi du CAP constructeur de routes (1 an). Enfin ces 3 CAP peuvent aboutir à un BAC Pro travaux publics d'une durée de 3 ans.

##### Ameublement et décor

###### CAP doreur-doreuse à la feuille ornemaniste
Formation en 2 ans.
Selon le CFA, l'enseignement d'atelier peut se faire en partie en entreprise et à l'école, ou bien uniquement dans l'entreprise.

###### CAP ébéniste
Formation en 2 ou 3 ans selon les diplômes déjà détenus par l'apprenti.

###### CAP encadreur-encadreuse
Formation en 2 ans.
Selon le CFA, l'enseignement d'atelier peut se faire en partie en entreprise et à l'école, ou bien uniquement dans l'entreprise.

###### CAP tapissier-tapissière d'ameublement en décor
Formation en 2 ans.

##### CAP tapissier-tapissière d'ameublement en siège
Formation en 2 ans.

#### Classe préparatoire à l'apprentissage
Les classes préparatoires à l'apprentissage (CPA) étaient des formations d'une année préparées dans un centre de formation spécialisé (Centre de formation d'apprentis...). Les CPA concernaient les étudiants de moins de 16 ans à la date de la rentrée scolaire.
Les CPA avaient pour but de préparer les étudiants à un cursus scolaire par apprentissage. Ces classes ont été remplacées par le dispositif d'initiation aux métiers en alternance (Dima) pour la rentrée 2011.